# Erder (Kalletal)

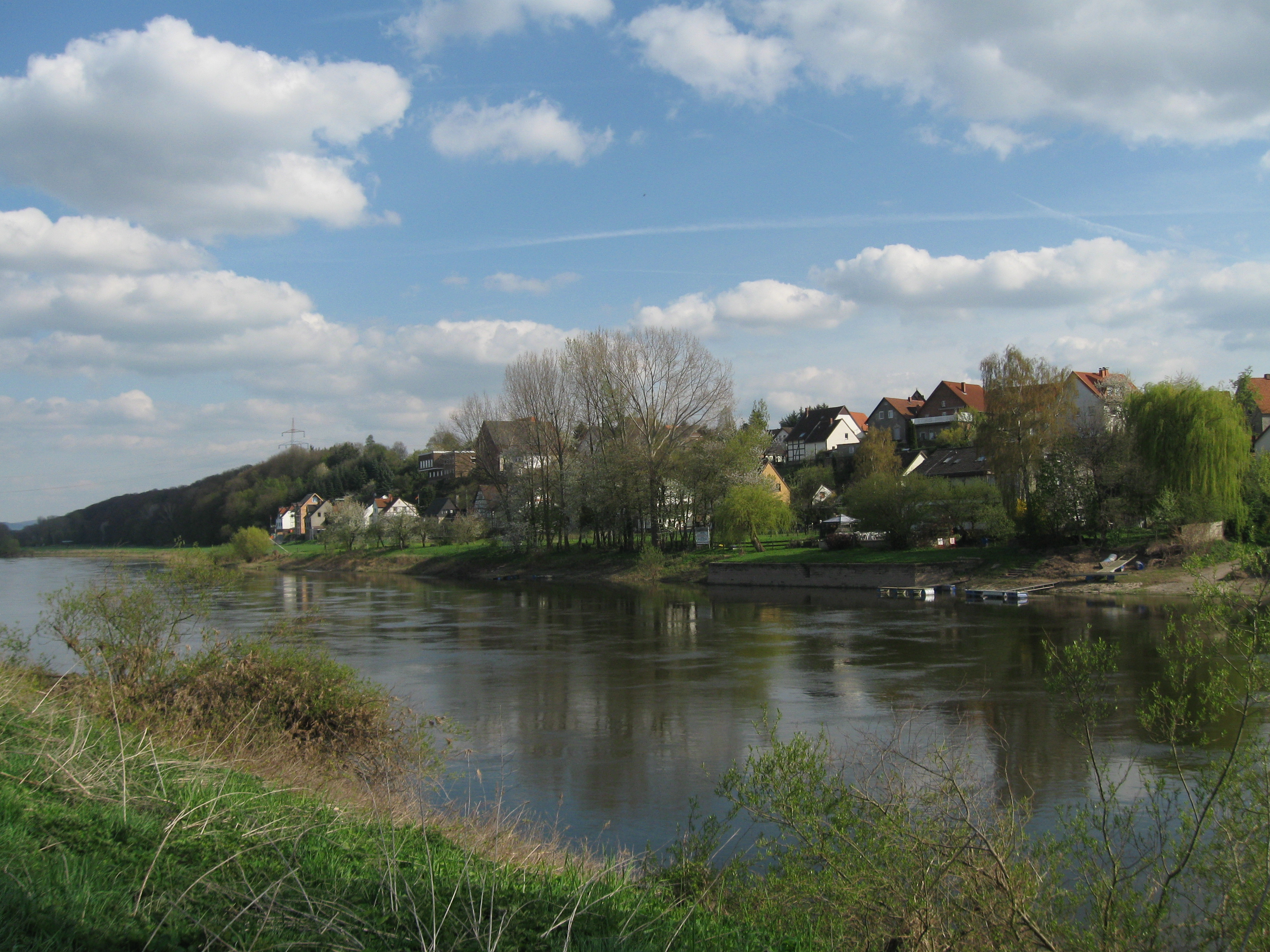
An der Weser

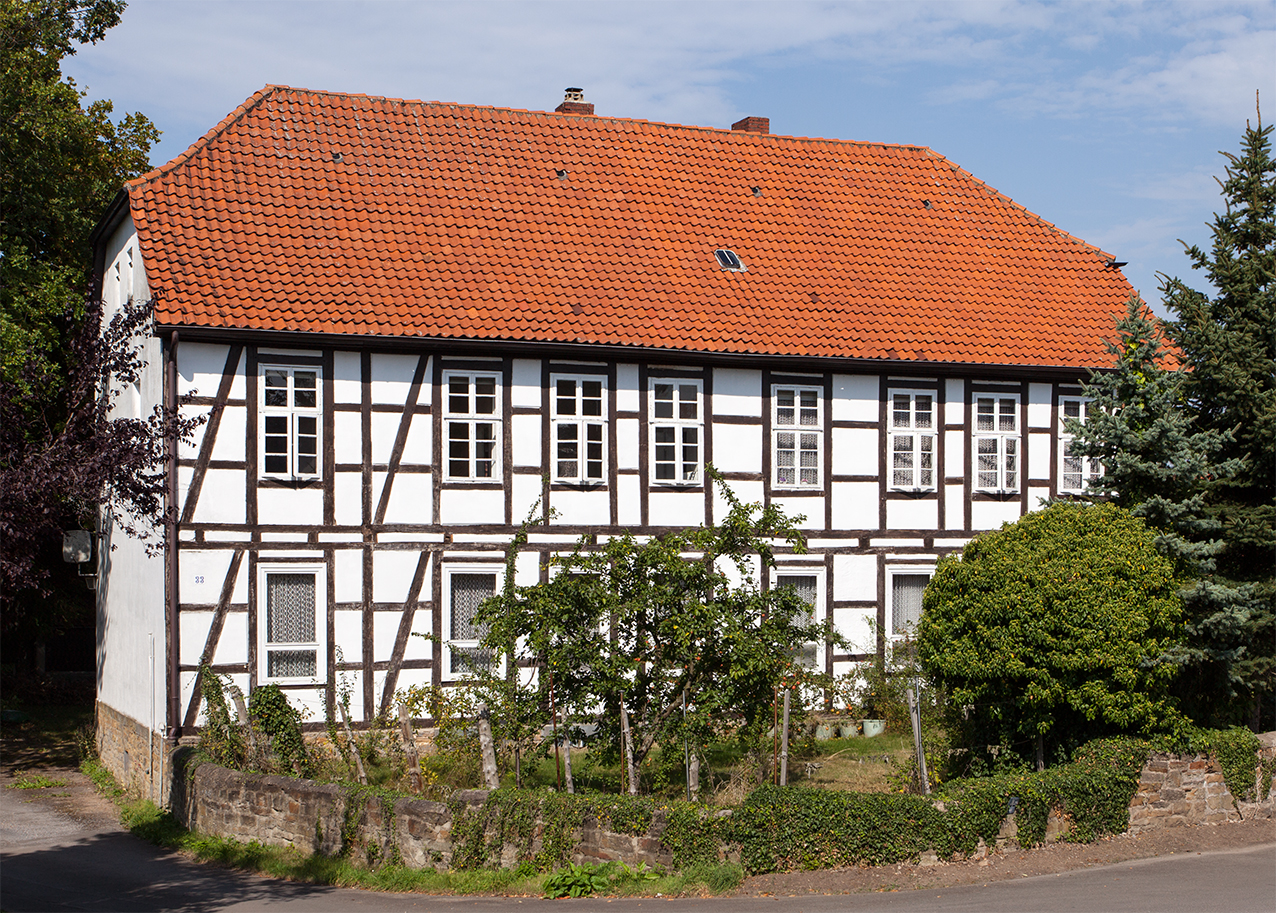
Ehemaliges Zollhaus

Erder ist ein Ortsteil der Gemeinde Kalletal im nordrhein-westfälischen Kreis Lippe in Deutschland.

## Geographische Lage
Erder liegt am Ufer der Weser, zwischen dem Rintelner Becken und dem zwischen Weser- und Wiehengebirge gelegenen Weserdurchbruch Porta Westfalica (Westfälische Pforte), durch den der Fluss vom Oberen Wesertal in die Norddeutschen Tiefebene einfließt. Etwa dreieinhalb Kilometer ostnordöstlich verläuft die Grenze von Nordrhein-Westfalen und Niedersachsen. Durch den Ort führt die 1975 angelegte Deutsche Märchenstraße.

## Geschichte

### Ortsname
Erder wird erstmals 1151 als Artheren schriftlich erwähnt.
Im Laufe der Jahrhunderte sind folgende Ortsnamen ebenfalls belegt: Erdenhusen (1216, im Urbar Barsinghausen), Erdere (1318, im Urbar Möllenbeck), Erder (1470/71, im Güterverzeichnis Möllenbeck), Erdir (1488, im Landschatzregister), Erder (1493 und 1545), Ehrder (1614/15, im Salbuch) sowie Erder (ab 1758).

### 18. Jahrhundert
1733 plante Fürstin Pauline zur Lippe in Erder einen großen lippischen Binnenhafen anzulegen. Der Plan wurde allerdings nicht realisiert, da Preußen keine Konkurrenz für seine Häfen in Minden und Vlotho zulassen wollte. Dennoch war der lippische Weserhafen in Erder von einiger Bedeutung für das Fürstentum Lippe. Zwischen Erder und Lemgo wurde eine Straße gebaut, über die Waren aus Bremen, wie Zucker, Kaffee, Reis und Heringe, nach Lippe transportiert wurden. Für viele Wanderarbeiter, hauptsächlich Ziegler, waren die beiden ersten Weserdampfschiffe Hermann und Wittekind eine bequeme Möglichkeit, von Erder aus nach Bremen zu fahren. Von dort aus ging die Reise weiter nach Ostfriesland und Holland.

### 19. Jahrhundert
1823 wurde durch die Bremer Weserschifffahrts-Akte die Fahrt und der Zoll auf der Weser neu geregelt. Für Lippe durften danach an der Zollstation Erder 13 Pfennig je Schiffpfund (je 300 bremische Pfund) Weserzoll von den auf der Weser fahrenden Schiffen erhoben werden.
Um 1833 wurde das Lippische Zollhaus in Lehmbauweise errichtet. Hier wurden die flussaufwärts geschifften so genannten „Bremer Waren“ (Tabak, Kolonial- und Haushaltswaren) und die flussabwärts beförderten Waren (Kies, Sandstein und Getreide) verzollt. Mit dem Beitritt zum Deutschen Zollverein 1842 verschwand diese innerdeutsche Zollgrenze. Danach wurde das Gebäude als Schule genutzt. 
Bis zur Mitte des 19. Jahrhunderts war der Ort, als äußerster Zipfel des Fürstentums Lippe-Detmold, Zollgrenze zur preußischen Provinz Hessen-Nassau.
1895/96 wurde die Eisenbahn durch Lippe fertiggestellt.
Erder war auch Ausgangspunkt vieler Amerika-Auswanderer im 19. Jahrhundert.

### 20. Jahrhundert
Mit dem Gesetz zur Neugliederung des Landkreises Lemgo (Lemgo-Gesetz) wurde Erder zum 1. Januar 1969 ein Ortsteil der Gemeinde Kalletal. Der Kreis Lemgo mit Erder bzw. Kalltal ging am 1. Januar 1973 im Zuge der nordrhein-westfälischen Kreisreform im Rahmen des Bielefeld-Gesetzes durch Vereinigung mit dem Kreis Detmold im heutigen Kreis Lippe auf.

### Einwohnerentwicklung
| Jahr      | 1860 | 1939 | 1962 |
| Einwohner | 519  | 471  | 579  |
| --------- | ---- | ---- | ---- |

## Öffentliche Einrichtungen
Die Löschgruppe Erder gehört zur Freiwilligen Feuerwehr Kalletal. Sie besteht aus 20 aktiven Feuerwehrleuten und sieben Jugendfeuerwehrleuten.

## Sport
Der TTSG Erder e. V. ist der örtliche Sportverein für Tischtennis, Aerobic und Nordic Walking.